# Hypodynerus andeus
Hypodynerus andeus är en stekelart som först beskrevs av Packer 1869.  Hypodynerus andeus ingår i släktet Hypodynerus och familjen Eumenidae. Inga underarter finns listade i Catalogue of Life.